# Battaglia di Cannanore (1506)
La battaglia di Cannanore fu uno scontro navale avvenuto il 16 marzo del 1506 presso il porto di Cannanore (l'odierna Kannur), in India, fra la flotta dello Zamorin di Calicut ed un corpo di spedizione portoghese capitanato da Lourenço de Almeida, figlio del viceré Francisco de Almeida.

## La battaglia

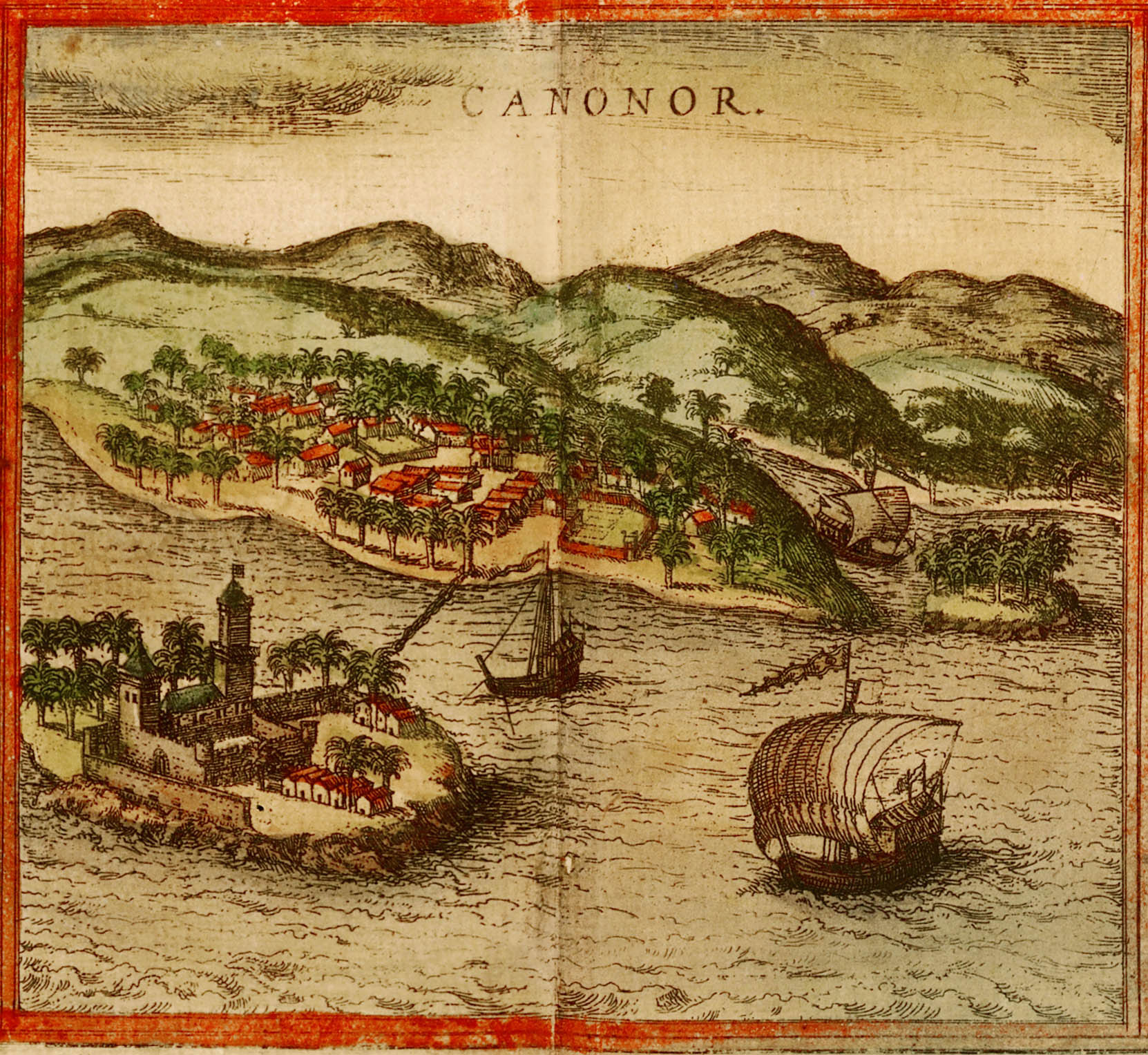
Kannur (pt. Cannanore) - ill. in

Nel 1506 Lourenço de Almeida, capitano portoghese figlio del viceré Francisco de Almeida, fu inviato dal padre contro lo Zamorin di Calicut, signore locale che progettava di ribellarsi al dominio coloniale lusitano nella regione indiana. Informato dei suoi piani e del suo progetto di radunare una flotta, Lourenço salpò con una piccola squadra composta da 11 navi alla volta del porto di Cannanore, dove riuscì ad intercettare le forze locali, che ammontavano a più di 200 unità di vario tipo, alcune delle quali equipaggiate con pezzi di artiglieria fabbricati con l'aiuto di due armaioli milanesi. A supportare le forze indiane vi erano inoltre alcuni soldati ottomani.
Nonostante la netta inferiorità numerica, le forze portoghesi riuscirono ad avere la meglio sullo Zamorin, affondando diverse imbarcazioni e catturando le due più grandi, costringendo il nobile alla resa; il predominio europeo sulla regione fu così ribadito. Gli scontri nell'area indiana non ebbero però termine, e solo due anni più tardi nel 1508, lo stesso Lourenço de Almeida cadrà al comando di una nuova flotta nella Battaglia di Chaul.
Allo scontro di Cannanore prese parte il ventiseienne Ferdinando Magellano, che fu ferito durante la battaglia ma riuscì a sopravvivere.